# Papyrus 37
Papyrus 37 (nach Gregory-Aland mit Sigel {\displaystyle {\mathfrak {P}}}37 bezeichnet) ist eine frühe griechische Abschrift des Neuen Testaments. Dieses Papyrusmanuskript des Matthäusevangeliums wird auf das 3. Jahrhundert datiert. Wegen seiner Ähnlichkeiten zu {\displaystyle {\mathfrak {P}}}53 (auf 260 n. Chr. datiert), der Korrespondenz des Heroninos (etwa 260) und dem Brief des Kopres (P. Greco-Egizi 208, datiert 256 n. Chr.) ordnet man es bisweilen auch in die Zeit 250–260 n. Chr. ein.
Bestimmte Nomina sacra (ΚΕ ΙΗΣ ΠΝΑ ΙΗΣΥ) sind im Text enthalten. Er hat jedoch keine Punktuation oder Akzentmarkierungen. Jedoch sind in unregelmäßigen Abständen Punkte enthalten, die dem Text durch einen späteren Schreiber hinzugefügt wurden, wahrscheinlich um das Lesen zu erleichtern. Daher vermutet man, dass das Manuskript eine Zeit lang in einer Kirche verwendet wurde. Aussagen über die Regelmäßigkeit des Schreibstils und die ursprüngliche Bedeutung des Papyrus sind schwer zu machen, da die Handschrift nur sehr kurz ist.
Aland ordnete ihn in Kategorie I ein.